# Thepwirun Chatkittirot
Thepwirun Chatkittirot (thailändisch เทพวิรุฬห์ ฉัตรกิตติโรจน์, * 7. August 1998) ist ein thailändischer Fußballspieler.

## Karriere
Thepwirun Chatkittirot erlernte das Fußballspielen bei Muangthong United. Der Club aus Pak Kret, einem nördlichen Vorort der Hauptstadt Bangkok, spielte in der höchsten Liga des Landes, der Thai League. Die Saison 2018 wurde er an den Bangkok FC ausgeliehen. Der Hauptstadtverein spielte in der dritten Liga, der Thai League 3. Hier trat der Verein in der Lower-Region an. Die Saison 2020/21 wechselte er ebenfalls auf Leihbasis zum Udon Thani FC. Der Verein aus Udon Thani spielt in der zweiten Liga, der Thai League 2. Für Udon Thani absolvierte er 13 Zweitligaspiele. Nach Saisonende kehrte er zu Muangthong zurück. Zu Beginn der Saison 2021/22 wechselte er wieder auf Leihbasis zum Zweitligisten Ayutthaya United FC. Für den Verein aus Ayutthaya bestritt er 24 Ligaspiele. Nach der Ausleihe kehrte er zu SCG zurück. Hier wurde sein Vertrag nicht verlängert. Ende Juni 2022 unterschrieb er einen Vertrag beim Drittligisten Mahasarakham FC. Mit dem Klub aus Maha Sarakham spielte er in der North/Eastern Region der Liga. Am Ende der Saison feierte er mit dem Verein die Meisterschaft der Region und die Qualifikation zu den Aufstiegsspielen zur zweiten Liga. Hier konnte man sich jedoch nicht durchsetzen. Im Sommer 2023 wurde sein Vertrag nicht verlängert.

## Erfolge
Mahasarakham FC
- Thai League 3 – North/East: 2022/23